# Svetovno prvenstvo v veslanju 2001
24. Svetovno prvenstvo v veslanju se je odvijalo med 19. in 26. avgustom 2001 v Luzernu, Švica.

## Medalje po državah
| Mesto | Država              |    |    |    | Skupaj |
| ----- | ------------------- | -- | -- | -- | ------ |
| 1     | Nemčija             | 6  | 1  | 2  | 9      |
| 2     | Združeno kraljestvo | 4  | 0  | 1  | 5      |
| 3     | Avstralija          | 3  | 0  | 0  | 3      |
| 3     | Irska               | 3  | 0  | 0  | 3      |
| 5     | Italija             | 2  | 3  | 3  | 8      |
| 6     | Francija            | 2  | 1  | 2  | 5      |
| 6     | Romunija            | 2  | 1  | 2  | 5      |
| 8     | Avstrija            | 1  | 0  | 0  | 1      |
| 8     | Madžarska           | 1  | 0  | 0  | 1      |
| 8     | Norveška            | 1  | 0  | 0  | 1      |
| 11    | Nizozemska          | 0  | 3  | 1  | 4      |
| 12    | Danska              | 0  | 3  | 0  | 3      |
| 12    | Nova Zelandija      | 0  | 3  | 0  | 3      |
| 14    | Poljska             | 0  | 2  | 0  | 2      |
| 15    | Belorusija          | 0  | 1  | 2  | 3      |
| 15    | ZDA                 | 0  | 1  | 2  | 3      |
| 17    | Slovenija           | 0  | 1  | 1  | 2      |
| 18    | Hrvaška             | 0  | 1  | 0  | 1      |
| 18    | Grčija              | 0  | 1  | 0  | 1      |
| 18    | Rusija              | 0  | 1  | 0  | 1      |
| 18    | Jugoslavija         | 0  | 1  | 0  | 1      |
| 22    | Češka               | 0  | 0  | 2  | 2      |
| 22    | Japonska            | 0  | 0  | 2  | 2      |
| 24    | Argentina           | 0  | 0  | 1  | 1      |
| 24    | Kanada              | 0  | 0  | 1  | 1      |
| 24    | Južna Afrika        | 0  | 0  | 1  | 1      |
| 24    | Švica               | 0  | 0  | 1  | 1      |
| Total | Total               | 24 | 24 | 24 | 72     |

## Pregled medalj
| Dogodek:                    | Zlato: | Čas     | Srebro: | Čas     | Bron: | Čas     |
| Moški                       | |         | |         | |         |
| enojec                      | Norveška Olaf Tufte | 6:43.04 | Slovenija Iztok Čop | 6:43.36 | Češka Vaclav Chalupa Jr | 6:43.62 |
| dvojni dvojec               | Madžarska Akos Haller (b) Tibor Peto (s) | 6:14.16 | Francija · Adrien Hardy (b) · Sebastien Vieilledent (s) | 6:14.29 | Italija Rossano Galtarossa (b) Alessio Sartori (s) | 6:14.43 |
| dvojni četverec             | Nemčija · Christian Schreiber (b) · Andre Willms (2) · Marco Geisler (3) · Andreas Hajek (s) | 5:40.89 | Nizozemska Geert Cirkel (b) Dirk Lippits (2) Diederik Simon (3) Michiel Bartman (s) | 5:42.64 | Italija Nicola Sartori (b) Mattia Righetti (2) Franco Berra (3) Simone Raineri (s) | 5:42.87 |
| dvojec s krmarjem           | Združeno kraljestvo James Cracknell (b) Matthew Pinsent (s) Neil Chugani (c) | 6:49.33 | Italija Mattia Trombetta (b) Lorenzo Carboncini (s) Andrea Monizza (c) | 6:49.75 | Romunija Cornel Nemtoc (b) Ioan Florariu (s) Marin Gheorghe (c) | 6:54.45 |
| dvojec brez krmarja         | Združeno kraljestvo James Cracknell (b) Matthew Pinsent (s) | 6:27.57 | Jugoslavija Djordje Visacki (b) Nikola Stojić (s) | 6:27.59 | Južna Afrika Ramon Di Clemente (b) Donovan Cech (s) | 6:29.31 |
| četverec s krmarjem         | Francija · Gilles Bosquet (b) · Vincent Gazan (2) · Vincent Millot (3) · Sidney Chouraqui (s) · Cristophe Lattaignant (c)                                                                                           | 6:08.25 | Italija Luca Agamennoni (b) Edoardo Verzotti (2) Massimo Cascone (3) Luca Ghezzi (s) Gianluca Barattolo (c) | 6:09.71 | Združeno kraljestvo Chris Martin (b) Henry Adams (2) Alex Partridge (3) Dan Ouseley (s) Peter Rudge (c)                                                                                                 | 6:11.62 |
| četerec brez krmarja        | Združeno kraljestvo Toby Garbett (b) Steve Williams (2) Ed Coode (3) Rick Dunn (s) | 5:48.98 | Nemčija · Sebastian Thormann (b) · Paul Dienstbach (2) · Philipp Stueer (3) · Bernd Heidicker (s) · | 5:50.56 | Slovenija Jani Klemenčič (b) Milan Janša (2) Rok Kolander (3) Matej Prelog (s) | 5:52.23 |
| osmerec                     | Romunija Daniel Mastacan (b) Florin Corbeanu (2) Cornel Nemtoc (3) Ioan Florariu (4) Ovidiu Cornea (5) Andrei Banica (6) Gheorghe Pirvan (7) Vasile Mastacan (s) Marin Gheorghe (c)                                 | 5:27.48 | Hrvaška · Oliver Martinov (b) · Damir Vučičić (2) · Tomislav Smoljanović (3) · Nikša Skelin (4) · Siniša Skelin (5) · Krešimir Culjak (6) · Igor Boraska (7) · Branimir Vujevic (s) · Silvijo Petrisko (c)     | 5:28.47 | Nemčija · Sebastian Schulte (b) · Thorsten Engelmann (2) · Johannes Dobershütz (3) · Stephan Koltzk (4) · Jörg Diessner (5) · Enrico Schnabel (6) · Ulf Siems (7) · Michael Ruhe (s) · Peter Thiede (c) | 5:29.41 |
| lahki enojec                | Irska Sam Lynch | 6:49.38 | Italija Stefano Basalini | 6:51.71 | Češka Michal Vabrousek | 6:53.02 |
| lahki dvojni dvojec         | Italija Elia Luini (b) Leonardo Pettinari (s) | 6:16.75 | Poljska Tomasz Kucharski (b) Robert Sycz (s) | 6:19.45 | Francija · Fabrice Moreau (b) · Thibaud Chapelle (s) | 6:20.30 |
| lahki dvojni četverec       | Italija Daniele Gilardoni (b), Luca Moncada (2) Mauro Baccelli (3) Filippo Mannucci (s) | 5:50.76 | Grčija Nikolaos Skiathitis (b) Ioannis Korkouritis (2) Vasileios Polymeros (3) Panagiotis Miliotis (s) | 5:52.87 | Japonska Akio Yano (b) Hitoshi Hase (2) Atsushi Obata (3) Kazuaki Mimoto (s) | 5:54.19 |
| lahki dvojec brez krmarja   | Irska Gearoid Towey (b) Tony O'Connor (s) | 6:34.72 | Nizozemska Simon Kolkman (b) Robert van der Vooren (s) | 6:36.40 | Italija Massimo Guglielmi (b) Giuseppe Del Gaudio (s) | 6:36.99 |
| lahki četverec brez krmarja | Avstrija · Sebastian Sageder (b) · Bernd Wakolbinger (2) · Wolfgang Sigl (3) · Martin Kobau (s) | 5:53.55 | Danska Thomas Ebert (b) Thor Kristensen (2) Soeren Madsen (3) Eskild Ebbesen (s) | 5:54.36 | Francija · Laurent Porchier (b) · Jean-Christophe Bette (2) · Yves Hocde (3) · Xavier Dorfman (s) | 5:55.55 |
| lahki osmerec               | Francija · Jean-Babtiste Dupy (b) · Erwan Peron (2) · Laurent Porchier (3) · Franck Bussiere (4) · Pascal Touron (5) · Jean-Christophe Bette (6) · Yves Hocde (7) · Xavier Dorfman (s) · Christophe Lattaignant (c) | 5:37.21 | Danska Morten Riis (b) Stephan Moelvig (2) Thomas Croft (3) Kenneth Buelow (4) Rasmus Hjortshoej (5) Svend Pedersen (6) Jesper Krogh (7) Morten Hansen (s) Sebastian Claus (c)                                 | 5:37.99 | ZDA · Erik Miller (b) · Eric Feins (2) · Gavin Blackmore (3) · Thomas Paradiso (4) · Josh Cashman (5) · Ben Cotting-Gagne (6) · John Wall (7) · Eric Kratochvil (s) · Bill McManus (c)                  | 5:38.80 |
| Ženske                      | |         | |         | |         |
| enojec                      | Nemčija · Katrin Rutschow | 7:19.25 | Rusija · Julia Levina | 7:23.28 | Belorusija Ekaterina Karsten-Hodotovič | 7:25.18 |
| dvojni dvojec               | Nemčija · Kathrin Boron (b) · Kerstin El Qalqili-Kowalski | 6:50.20 | Nova Zelandija Georgina Evers-Swindell (b) Caroline Evers-Swindell (s) | 6:51.73 | Belorusija Ekaterina Karsten-Hodotovič (b) Volna Berazniova (s) | 6:52.72 |
| dvojni četverec             | Nemčija · Peggy Waleska (b) · Marita Scholz (2) · Manuela Lutze (3) · Manja Kowalski (s) | 6:12.95 | Nova Zelandija Sonia Waddell-Scown (b) Paula Twining (2) Caroline Evers-Swindell (3) Georgina Evers-Swindell (s)                                                                                               | 6:15.35 | ZDA · Sarah Jones (b) · Carol Skricki (2) · Hilary Gehman (3) · Laura Rauchfuss (s) | 6:18.30 |
| dvojec brez krmarke         | Romunija Georgeta Damian-Andrunache (b) Viorica Susanu (s) | 7:01.27 | Belorusija Olga Tratsevskaya (b) Yuliya Bichyk (s) | 7:03.51 | Kanada · Jacqui Cook (b) · Karen Clark (s) | 7:05.52 |
| četverec brez krmarke       | Avstralija · Jane Robinson (b) · Julia Wilson (2) · Jo Lutz (3) · Victoria Roberts (s) | 6:27.23 | Nova Zelandija Jackie Abraham-Lawrie (b) Kate Robinson (2) Rochelle Saunders (3) Nicola Coles (s) | 6:28.58 | Nizozemska Christine Vink (b) Carin ter Beek (2) Anneke Venema (3) Femke Dekker (s) | 6:30.81 |
| osmerec                     | Avstralija · Jodi Winter (b) · Jo Lutz (2) · Julia Wilson (3) · Jane Robinson (4) · Emily Martin (5) · Rebecca Sattin (6) · Victoria Roberts (7) · Kristina Larsen (s) · Carly Bilson (c)                           | 6:03.66 | Romunija Elena Pirvan (b) Aurica Barascu (2) Natalita Berteanu-Pelin (3) Elena Gavrilescu (4) Mihaela Nastasa (5) Doina Spircu-Craciun (6) Georgeta Damian-Andrunache (7) Viorica Susanu (s) Rodica Anghel (c) | 6:04.96 | Nemčija · Silke Günther (b) · Anja Pyritz (2) · Dana Pyritz (3) · Britta Holthaus (4) · Susanne Schmidt (5) · Sandra Goldbach (6) · Maja Tucholke (7) · Lenka Wech (s) · Annina Ruppel (c)              | 6:05.32 |
| lahki enojec                | Irska Sinead Jennings | 7:33.20 | Nizozemska Mirjam ter Beek | 7:34.43 | Švica Pia Vogel | 7:36.26 |
| lahki dvojni dvojec         | Nemčija · Janet Raduenzel (b) · Claudia Blasberg (s) | 6:55.55 | Poljska Katarzyna Demianiuk (b) Ilona Mokronowska (s) | 6:58.02 | Romunija Monica Eremia-Stan (b) Irina Acsinte (s) | 6:58.97 |
| lahki dvojni četverec       | Avstralija · Catriona Roach (b) · Sally Causby (2) · Amber Halliday (3) · Josephine Lips (s) | 6:29.68 | ZDA · Marny Jaastad (b) · Abigail Cromwell (2) · Jennifer Edwards (3) · Stacey Borgman (s) | 6:32.64 | Nizozemska Mariel Pikkemaat (b) Maud Klinkers (2) Aukje Zuidema (3) Hedi Poot (s) | 6:33.70 |
| lahki dvojec brez krmarke   | Združeno kraljestvo Sarah Birch (b) Jo Nitsch (s) | 7:23.00 | ZDA · Suzanne Walther (b) · Michelle Borkhuis (s) | 7:25.37 | Argentina Patricia Conte(b) Elina Urbano (s) | 7:26.02 |